# Chleb maltański
Chleb maltański (malt. Il-Ħobż tal-Malti; tal-malti) – chleb na zakwasie wypiekany na Malcie w kamiennych piecach opalanych drewnem. Przygotowywany w wielu kształtach i w lokalnych odmianach, ten chleb jest podstawą niemal każdej maltańskiej kuchni. Jego składnikami są mąka, zakwas (lub drożdże), woda i sól.
Ten tradycyjny chleb jest wypiekany przy użyciu wielowiekowych technik, które przetrwały do dziś z niewielkimi zmianami. Maltańscy piekarze nie używają komercyjnych drożdży, ale polegają na naturalnych starterach. Kawałek starego kwaśnego ciasta jest włączany do świeżej partii i napowietrza ciasto, nadając mu przewiewny środek do żucia o wyjątkowym smaku i konsystencji. 

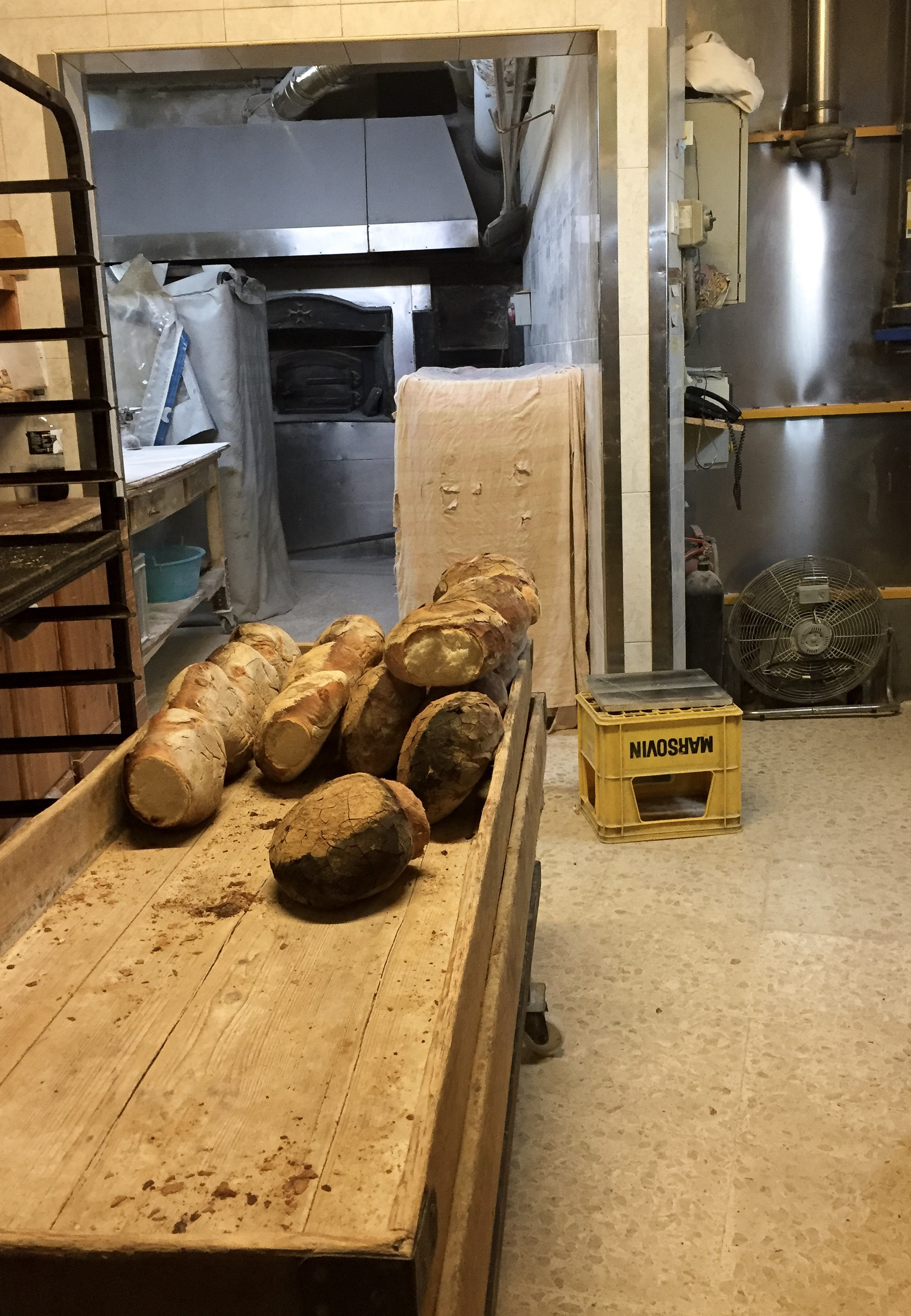
Wnętrze maltańskiej piekarni z bochenkami tal-malti

Głównym centrum wypieku chleba na Malcie jest Qormi, znane jako Casal Fornaro, co oznacza „miasto piekarzy”. Il-Ħobż tal-Malti ma na Malcie swój festiwal pod nazwą Lejl f'Casal Fornaro (Noc w Casal Fornaro); odbywa się on w Qormi w trzecią sobotę października. Sztuka pieczenia chleba uważana jest na Malcie za wymierającą.
Maltańczycy przeważnie jedzą swój chleb z oliwą z oliwek (nazywa się wówczas Ħobż biż-żejt): chleb naciera się pomidorami (jak w katalońskim pa amb tomàquet) lub pastą pomidorową, skrapia oliwą z oliwek i wypełnia mieszanką, w skład której wchodzi tuńczyk, oliwki, kapary, cebula, bigilla i ġbejna, albo tylko jeden wybrany z tych składników.
Idiomy w języku maltańskim odnoszące się do chleba:
- malt. Ħobżu maħbuż („Jego chleb jest upieczony”) – ta osoba jest zamożna, dobrze sytuowana;
- malt. Tilef ħobżu („Stracił swój chleb”) – ta osoba straciła pracę, źródło dochodu;
- malt. X'ħobż jiekol dan?[12] („Jaki chleb on jada?”) – wyrażenie używane podczas dociekania charakteru danej osoby;
- malt. Jeħtieġu bħall-ħobż li jiekol („Potrzebuje tego, jak codziennego chleba”) – używane, gdy człowiek bardzo czegoś potrzebuje;
- malt. Ħaga li fiha biċċa ħobż ġmielha („To daje dużo chleba”) – używane do opisania dochodowego przedsięwzięcia;
- malt. Ma fihiex ħobż („To nie daje chleba”) – używane do opisania nierentownego przedsięwzięcia.